# Kim Turner
Kimberly „Kim” Turner, później McKenzie (ur. 21 marca 1961 w Birmingham) – amerykańska lekkoatletka specjalizująca się w krótkich biegach płotkarskich, uczestniczka letnich igrzysk olimpijskich w Los Angeles (1984), brązowa medalistka olimpijska w biegu na 100 metrów przez płotki.

## Sukcesy sportowe
- dwukrotna medalistka mistrzostw Stanów Zjednoczonych w biegu na 100 metrów przez płotki – złota (1988) oraz srebrna (1989)[1]
- dwukrotna halowa mistrzyni Stanów Zjednoczonych w biegu na 60 metrów przez płotki – 1989, 1991[2]
- mistrzyni National Collegiate Athletic Association w biegu na 100 metrów przez płotki – 1984[3]

| Rok  | Miasto      | Zawody                    | Konkurencja       | Wynik         |
| ---- | ----------- | ------------------------- | ----------------- | ------------- |
| 1983 | Caracas     | Igrzyska panamerykańskie  | bieg na 100 m ppł | srebrny medal |
| 1984 | Los Angeles | Igrzyska olimpijskie      | bieg na 100 m ppł | brązowy medal |
| 1989 | Budapeszt   | Halowe mistrzostwa świata | bieg na 60 m ppł  | 4. miejsce    |
| 1991 | Sewilla     | Halowe mistrzostwa świata | bieg na 60 m ppł  | 7. miejsce    |

## Rekordy życiowe
- bieg na 100 metrów przez płotki (stadion) – 12,77 – Walnut 18/04/1992